# 劉桂文
劉桂文（1842年—？），號雲坳，四川省成都府雙流縣人，清朝政治人物、進士出身。父劉沅。子劉咸荥(字豫波，1857-1949)等。
同治三年，鄉試中舉。光緒三年，會試中試。光緒六年，登進士，改庶吉士。光緒九年，授翰林院編修。光緒十二年，任國史館協修官。光緒十七年，任山東道監察御史。光緒二十年，改陝西道監察御史。次年，升任掌福建道監察御史、掌河南道監察御史。光緒二十二年，任廣西梧州府知府。